# 王和之
王和之（？—？），字兴道，琅邪临沂人，王廙之孙，王胡之之子，历任永嘉太守、正员常侍。
王和之评价谢琰说：“躁动不安的样子，就像丢了鹰的训鹰师。”